# Cacatua moluccensis
La cacatúa moluqueña, cacatúa de las Molucas o cacatúa de cresta roja (Cacatua moluccensis) es una especie de ave psitaciforme de la familia de las cacatúas nativa del archipiélago indonesio de las Molucas, concretamente de la isla de Ceram. No tiene subespecies reconocidas.

## Descripción
Con una altura de 46 a 52 centímetros aproximadamente y un peso de hasta 850 gramos, es una de las especies de cacatúas más grandes del mundo. La hembra es ligeramente más pequeña que el macho en promedio. Tiene plumas de color rosa blanco con un brillo melocotón definido, un ligero amarillo en la parte inferior de las alas y en la parte inferior de las plumas de la cola y, al igual que muchas otras cacatúas, una cresta eréctil que despliega cuando se siente atenta o amenazada, revelando plumas de color rojo anaranjado brillante o salmón. También tiene una de las llamadas más fuertes entre los psitaciformes y en cautiverio esta cacatúa es una gran y capaz imitadora.

## Distribución y hábitat
La cacatúa moluqueña es endémica de la isla de Ceram en el archipiélago de las Molucas en el este de Indonesia y ha sido introducida en Oahu, Hawái, donde se ha establecido una pequeña población. Aunque se han observado cacatúas en la naturaleza en Puerto Rico, donde son una especie rara, probablemente sean el resultado de mascotas que fueron liberadas y no se ha registrado ninguna reproducción. Habita en los bosques de tierras bajas por debajo de los 1000 m.

## Alimentación
La dieta de la cacatúa moluqueña se compone principalmente de semillas, frutos secos y frutas, además de cocos e insectos.

## Reproducción
Generalmente, la hembra pone de 3 o 4 huevos, que incuba durante unos 35 días. Los polluelos tienen los mismos colores que sus padres, excepto el reflejo rojo, que solo aparecerá al cabo de uno o dos años.

## Amenazas y conservación
Según la Lista Roja de la UICN, la cacatúa moluqueña está catalogada como especie vulnerable, debido a que sus poblaciones en la naturaleza han disminuido, siendo las principales amenazas para esta especie la captura para el comercio ilegal como mascotas y la pérdida de hábitat. Desde 1989 está incluida en el Apéndice I de la CITES.